# Schellas Hyndman
Pour les articles homonymes, voir Hyndman.
Schellas Hyndman, né le 4 novembre 1951 à Macao, est un joueur américain de soccer devenu entraîneur.

## Biographie

### Débuts et formation
Schellas Hyndman est né à Macao d'une mère russo-française et d'un père portugais, mais après la révolution communiste en Chine, sa famille a fui le pays dans la soute d'un navire en 1957. Ils ont déménagé à Springfield avant de s'installer à Vandalia, dans l'Ohio. Il obtient son diplôme de secondaire au Butler High School (en). Puis, il intègre l'Université d'Eastern Illinois (en) grâce à une bourse sportive. Il remporte le championnat de la NAIA en 1969 en tant que freshman. Il est diplômé de l'Université d'Eastern Illinois avec un baccalauréat en éducation physique en 1973. 
À l'automne 1973, il entre à l'Université d'État de Murray, où il obtient une maîtrise en 1975,. Il fait un court passage aux Comets de Cincinnati (en) en ASL (en) lors de la saison 1975. En 1976, il déménage à São Paulo, au Brésil, où il a enseigné à l'Escola Graduada (en).

### Carrière d'entraîneur
En 1977, il retourne aux États-Unis, où il est nommé entraîneur des Panthers d'Eastern Illinois (en) qui évoluent en Division II. Les Panthers perdent la finale du championnat NCAA de Division II face aux Bulldogs d'Alabama A&M (en) en 1979 (défaite 2-0). En 1981, les Panthers intègrent la Division I et atteint la College Cup pour la toute première fois. À la fin de la saison, il est nommé entraîneur de l'année de la NSCAA (en). Il est intronisé au Temple de la renommée des athlètes d'Eastern Illinois en 2001,.
En 1984, il est nommé entraîneur des Mustangs de SMU qui évoluent en Division I. Avec la victoire 4-0 face aux Comets d'UT Dallas le 24 septembre 2003, il devient l'entraîneur qui a gagné le plus de victoire avec SMU, passant devant l'entraîneur de basket-ball Doc Hayes (en), qui a affiché un record de 299 victoires entre 1947 et 1967. Deux semaines plus tard, lors de la victoire 1-0 face aux Panthers d'Eastern Illinois (en), il remporte sa 400e victoire, devenant seulement le troisième entraîneur actif de la Division I à enregistrer au moins 400 victoires et le sixième de tous les temps. 
Les Mustangs ont remporté neuf titres de conférence de saison régulière et six championnats de tournoi de conférence au cours de son mandat, et ont atteint la College Cup à deux reprises, en 2000 et 2005. Il a reçu huit prix d’entraîneur de l’année (WAC : 1997, 1998, 1999 ; MVC : 2000, 2001, 2002, 2004 ; CUSA : 2006). Il est intronisé au Temple de la renommée des athlètes de SMU en 2015.
En 31 ans comme entraîneur universitaire, il a mené ses équipes à trente participations aux séries éliminatoires de la NCAA, onze quarts de finale et trois participations à la College Cup. Le 16 juin 2008, il rejoint le FC Dallas qui évolue en Major League Soccer. Le 20 juin, il dispute son premier match sur le banc des Toros en MLS face aux Red Bulls de New York. Le FC Dallas est défaite un but à zéro. Lord de la saison 2010, il est finaliste de la coupe de la Major League Soccer (en) face aux Rapids du Colorado (défaite 2-1). Il annonce le 18 octobre 2013 qu’il envisage de quitter son poste d’entraîneur du FC Dallas à la fin de la saison 2013. Le 26 octobre, il dispute sa dernière rencontre sur le banc du FC Dallas face aux Earthquakes de San José (défaite 2-1).
Le 13 janvier 2015, il devient le nouvel entraîneur des Antelopes de Grand Canyon. Le programme de l'Université Grand Canyon (en) n’a pas décollé et devient l’un des pires du pays sous ses ordres. Il n’avait plus connu le College Soccer depuis 2008 et durant son absence, le championnat a connu une profonde transformation. Sous sa gouverne le programme connaît les pires années de son existence en Division I. Il a remporté le tournoi de la WAC de 2018, qualifiant ainsi le programme pour le premier championnat de la NCAA de son histoire. 
Durant le semestre du printemps 2019, Schellas Hyndman a prolongé de deux ans. Il devient le cinquième entraîneur de Division I de l’histoire de la NCAA, à avoir remporté sa 500e victoire le 30 août 2019 lors d'une victoire de 3-0 face au Norse de Northern Kentucky (en). Il est intronisé au Temple de la renommée du United Soccer Coaches le 17 octobre 2019,.

## Statistiques
| Eastern Illinois Panthers (en) | 1977                  | 1983                  | 133 | 98  | 11  | 24  | 73,68 |
| SMU Mustangs                   | 1984                  | 2008                  | 504 | 368 | 38  | 98  | 73,02 |
| FC Dallas                      | 16 juin 2008          | 26 octobre 2013       | 201 | 73  | 60  | 68  | 36,32 |
| Grand Canyon Antelopes         | 13 janvier 2015       |                       | 103 | 45  | 9   | 49  | 43,69 |
| Total sur la carrière          | Total sur la carrière | Total sur la carrière | 941 | 584 | 118 | 239 | 62,06 |

## Palmarès

### En tant que joueur
- Avec les  Panthers d'Eastern Illinois (en)
  - Champion du championnat de la NAIA (en) en 1969

### En tant qu'entraîneur
- Avec les  Panthers d'Eastern Illinois (en)
  - Vainqueur de la saison régulière de l'AMCU en 1983

- Avec les  Mustangs de SMU
  - Vainqueur de la saison régulière de la WAC en 1997, 1998 et 1999
  - Champion du tournoi de la WAC (en) en 1997
  - Vainqueur de la saison régulière de la MVC en 2000, 2001, 2002 et 2004
  - Champion du tournoi de la MVC (en) en 2001, 2003 et 2004
  - Vainqueur de la saison régulière de la CUSA en 2005 et 2006
  - Champion du tournoi de la CUSA (en) en 2006

- Avec les  Antelopes de Grand Canyon
  - Champion du tournoi de la WAC (en) en 2018

## Vie privée
Schellas Hyndman est également un entraîneur de daitōryū aikijūjutsu et enseigne la discipline depuis plus de 25 ans,. Il est ceinture noire du 10e degré de Juko-Kai. Il est marié à Kami Hyndman et a trois enfants, Tony, Jaime et Tamara. Son petit-fils Emerson Hyndman joue actuellement pour Atlanta United en Major League Soccer,.